# Maria Schneider
Maria Schneider (27. marts 1952 i Paris – 3. februar 2011) var en fransk skuespillerinde, datter af den franske skuespiller Daniel Gélin og tyske model Marie Christine Schneider.
Maria Schneider fik sin debut med filmen Madly fra 1969 og medvirkede derefter i forskellige andre mindre film inden hun i 1972 fik sit store internationale gennembrud i filmen Sidste tango i Paris med Marlon Brando som sin modspiller.
Efter sin succes med Sidste tango i Paris forsvandt hun for en tid fra rampelyset og blev afhængig af heroin. I 1975 sprang hun fra en filmoptagelse for at lade sig indlægge på et hospital. Efter en pause på flere år genoptog hun sin skuespillerkarriere og medvirkede efterfølgende i over 30, hovedsagligt europæiske, film.

## Filmografi
- Les Acteurs (2000)
- Something to Believe In (1998)
- Jane Eyre (1996)
- Savage Nights (Les Nuits fauves, 1992)
- Au pays des Juliets (In the Country of Juliets, 1992)
- Écrans de sable (Sand Screens, 1992)
- Bunker Palace Hôtel (1989)
- Résidence surveillée (1987)
- Merry-Go-Round (1983)
- Balles perdues (Stray Bullets, 1982)
- Cercasi Gesù (1982)
- Sezona mira u Parizu (1981)
- Mamma Dracula (1980)
- Weiße Reise (1980)
- Vrouw als Eva, Een (A Woman Called Eva, 1979)
- La Dérobade (Memoirs of a French Whore, 1979)
- Haine (Hate, 1979)
- Schöner Gigolo, armer Gigolo (Just a Gigolo, 1979)
- Io sono mia (I Belong to Me, 1978)
- Violanta (1977)
- Profession: Reporter (1975)
- Jeune fille libre le soir (The Babysitter, 1975)
- Reigen (Dance of Love, 1973)
- Last Tango in Paris (1972)
- Cari genitori (Dear Parents, 1972)
- Hellé (1971)
- La Vieille fille (1971)
- Les Femmes (1969)